# Mon petit-enfant
|  | Denne artikel er oprettet af botten PalnaBot ud fra en ekstern database. Den kan derfor have sproglige fejl eller mangler. Denne skabelon kan fjernes efter kontrol af indholdet. |

Mon petit-enfant er en kortfilm instrueret af Martin Pieter Zandvliet efter manuskript af Martin Pieter Zandvliet.

## Handling
Tim har ingen kæreste, han mødes med unge piger fra nettet. Tim forsøger at gøre en forskel som medlem af Jehovas vidner. Tims eneste rigtige kontakt med omverdenen er hans franske 'mormor', som han jævnligt besøger. Tim har flere gange lovet sin mormor at hun snart må møde en af hans piger.